# الساندرو لاتسرونی
الساندرو لاتسرونی (ایتالیایی: Alessandro Lazzeroni؛ زادهٔ ۴ مهٔ ۱۹۵۵) بازیکن والیبال اهل ایتالیا بود. وی در بازی‌های المپیک تابستانی ۱۹۸۸ شرکت کرده‌است.